# Бензойная кислота
Бензо́йная кислота́ (химическая формула — C7H6O2 или C6H5СООН) — cлабая химическая органическая кислота, это простейшая одноосновная карбоновая кислота, относящаяся к классу карбоновых кислот ароматического ряда.
При стандартных условиях, бензойная кислота — твёрдое кристаллическое вещество белого цвета.
Соли и сложные эфиры бензойной кислоты называются бензоа́тами.
Зарегистрирована в качестве пищевой добавки и консерванта с номером Е210.

## История
Впервые выделена возгонкой в 16 веке из бензойной смолы (росного ладана), отсюда и получила своё название. Этот процесс был описан у Нострадамуса (1556), а затем у Джироламо Рушелли (1560, под псевдонимом Alexius Pedemontanus) и у Блеза де Виженера (1596).
В 1832 году немецкий химик Юстус фон Либих определил структуру бензойной кислоты. Он также исследовал, как она связана с гиппуровой кислотой.
В 1875 немецкий физиолог Эрнст Леопольд Зальковский исследовал противогрибковые свойства бензойной кислоты, которая долгое время использовалась при консервировании фруктов.

## Физические свойства
Бензойная кислота — белые кристаллы, плохо растворимые в воде, хорошо — в этаноле, хлороформе и диэтиловом эфире. Бензойная кислота является, подобно большинству других органических кислот, слабой кислотой (pKa 4,21).
Чистая кислота имеет температуру плавления — 122,4 °C, температуру кипения — 249 °C.
Легко возгоняется; перегоняется с водяным паром, поэтому неэффективно повышать концентрацию водных растворов бензойной кислоты упариванием раствора.

## Реакционная способность
Реакционная способность бензойной кислоты определяется реакционной способностью карбоксильной и фенильной группы.

### Реакции по фенильной группе
Электрофильное ароматическое замещение происходит труднее, чем в случае бензола и толуола и направляется в мета-положение из-за электроноакцепторных свойств карбоксильной группы.
Второе замещение в случае электронакцепторных заместителей происходит сложнее благодаря деактивации заместителем и направляется в незанятое мета-положение. Так, для сульфирования бензойной кислоты до 3,5-дисульфокислоты происходит в избытке олеума в течение 5 часов при 240—250 °C.
Наоборот, при введении электронодонорного заместителя (например, алкила), второе замещение происходит легче.
При восстановлении натрием в смеси жидкого аммиака и этанола происходит восстановление бензойной кислоты до 1,4-дигидробензойной кислоты (2,5-циклогексадиен-1-карбоновой кислоты) с выходом 89—95 %.

### Реакции карбоксильной группы

Реакции бензойной кислоты по карбоксильной группе

Бензойная кислота является типичной карбоновой кислотой и вступает в реакции, характерные для них:
- Этерефицирует спирты с образованием сложных эфиров при катализе кислотами.
- Амиды бензойной кислоты легко доступны, используя для их синтеза активированные производные(такие как бензоилхлорид), или сочетающие реагенты используемые в пептидном синтезе такие как ДЦГК и ДМАП.
- Более активный бензойный ангидрид образуется при дегидратации уксусным ангидридом или оксидом фосфора
- Высокоактивные галогенангидриды легко получаются действием хлоридом фосфора(V) или тионилхлорида
- Ортоэфиры могут быть получены в сухих условиях реакцией бензонитрила в кислой среде со спиртами
- Восстановление до бензальдегида или бензилового спирта возможно при использовании LiAlH4 или борогидрида натрия
- Декарбоксилирование серебряной соли может быть проведено при нагревании, бензойная кислота может быть декарбоксилирована при нагревании с сухими щёлочами или гидроксидом кальция.
- Бензойная кислота образует соли

## Получение

### Промышленные методы
Первый производственный процесс включал в себя гидролиз бензолтрихлорида под действием гидроксида кальция в воде в присутствии железа или его солей в качестве катализатора. Образующийся бензоат кальция переводили в бензойную кислоту обработкой соляной кислотой. Продукт содержал значительное количество примесей хлорпроизводных бензойной кислоты.
В настоящее время бензойную кислоту получают окислением толуола кислородом воздуха. Окисление толуола до бензойной кислоты для производства бензойной кислоты начало использоваться в 1940-х годах в Германии, в настоящее время процесс проводят в присутствии катализатора — растворимого в толуоле нафтената кобальта, реакцию проводят при 100—150 °C и давлении ~3 бар:

### Лабораторный синтез и очистка
Ввиду того, что бензойная кислота является крупнотоннажным продуктом химической промышленности, лабораторные методы её синтеза практического значения не имеют.
Очистку бензойной кислоты удобно проводить перекристаллизацией из растворителя, обычно, из воды. Другие растворители, пригодные для перекристаллизации: уксусная кислота (ледяная и водный раствор), бензол, ацетон, петролейный эфир и смесь этанола с водой.

#### Гидролиз
Бензамид и бензонитрил гидролизуются в воде в присутствии кислоты или основания до бензойной кислоты.

#### Реакция Канниццаро
Бензальдегид в основной среде претерпевает преобразование по реакции Канниццаро. В итоге получается бензойная кислота и бензиловый спирт.

#### Реакция Гриньяра
Из бромбензола по реакции карбоксилирования фенилмагнийбромида:
{\displaystyle {\ce {C6H5MgBr + CO2 -> C6H5COOMgBr,}}}
{\displaystyle {\ce {C6H5COOMgBr + HCl -> C6H5COOH + MgBrCl}}}.

#### Окисление
Толуол или бензиловый спирт могут быть окислены подкисленным раствором перманганата калия до бензойной кислоты:
{\displaystyle {\ce {5C6H5CH3 + 6 KMnO4 + 9 H2SO4 -> 5 C6H5COOH + 3 K2SO4 + 6 MnSO4 + 14 H2O,}}}
{\displaystyle {\ce {5C6H5CH2OH + 4 KMnO4 + 6 H2SO4 -> 5 C6H5COOH + 4 MnSO4 + 2 K2SO4 + 11 H2O}}}.

## Применение

### Калориметрия
Бензойная кислота используется как вещество в качестве теплового стандарта для калибровки калориметров по температуре и теплоёмкости, так как теплота кристаллизации и плавления хорошо известны и воспроизводимы.

### Сырьё
Бензойная кислота служит для получения многих реактивов, наиболее значимые из них:
- Бензоилхлорид, C6H5C(O)Cl, получается обработкой бензойной кислоты тионилхлоридом, фосгеном или хлоридами фосфора PCl3 и PCl5. C6H5C(O)Cl — важное исходное вещество для некоторых производных бензойной кислоты, таких как бензилбензоат, используемый как искусственный ароматизатор и репеллент.
- Бензоатные пластификаторы, такие как гликоль-, диэтиленгликоль- и триэтиленгликолевые эфиры, получаемые переэтерефикацией метилбензоата с соответствующим диолом. Альтернативно эти вещества получаются действием бензоилхлорида на соответствующий диол. Эти пластификаторы используются совместно с соответствующими эфирами терефталевой кислоты.
- Фенол, C6H5OH, получаемый окислительным декарбоксилированием при 300—400 °C. Необходимая температура может быть понижена до 200 °C добавлением каталитических количеств солей меди (II). Далее фенол может быть конвертирован в циклогексанол, который служит исходным веществом в синтезе нейлона.

### Консервант
Бензойную кислоту и её соли используют при консервировании пищевых продуктов (пищевые добавки E210, E211, E212, E213).
Бензойная кислота, блокируя ферменты, замедляет обмен веществ во многих одноклеточных микроорганизмах и грибках. Она подавляет рост плесени, дрожжей и некоторых бактерий.
В пищевые продукты её добавляют в чистом виде или в виде натриевой, калиевой или кальциевой соли.
Губительное действие на микрофлору начинается с абсорбции бензойной кислоты липидной стенкой клетки.
Поскольку через стенку клетки может проникнуть только недиссоциированная кислота, бензойная кислота проявляет антимикробное действие только в кислых пищевых продуктах.
Если внутриклеточный pH 5 или меньше, анаэробная ферментация глюкозы через фосфорфруктокиназу уменьшается на 95 %. Эффективность бензойной кислоты и бензоатов зависит от кислотности (pH) пищи.
Кислая пища, напитки, такие, как фруктовые соки, (содержащие лимонную кислоту), газированные напитки, содержащие в растворе (углекислый газ), безалкогольные напитки с (фосфорной кислотой), соленья (молочная кислота) и другие кислые пищевые продукты консервируются бензойной кислотой и её солями.
Принятые и оптимальные концентрации бензойной кислоты при консервации пищи 0,05—0,1 %.

### Медицина
Бензойную кислоту применяют в медицине при кожных заболеваниях, как наружное антисептическое (противомикробное) и фунгицидное (противогрибковое) средства, при трихофитиях и микозах, а её натриевую соль, — бензоат натрия — как отхаркивающее средство.

### Другие применения
Эфиры бензойной кислоты (со спиртами от метилового до амилового) обладают сильным и приятным запахом и применяются в парфюмерной промышленности.
Некоторые другие производные бензойной кислоты, такие как, например, хлор- и нитробензойные кислоты, широко применяются для синтеза красителей.

## Нахождение в природе
Бензойная кислота в свободном виде и виде сложных эфиров встречается в составе многих растений и животных. Значительное количество бензойной кислоты находится в ягодах (около 0,05 %). Зрелые плоды некоторых видов вакциниума содержат большое количество свободной бензойной кислоты. Например, в бруснике до 0,20 % в спелых ягодах, а в клюкве — до 0,063 %. Бензойная кислота образуется в яблоках после заражения грибком Nectria galligena. Среди животных бензойная кислота обнаружена в основном во всеядных или фитофагных видах, например, во внутренних органах и мускулах тундряной куропатки (Lagopus muta), а также в выделениях самцов овцебыка или азиатского слона.
Бензойная смола содержит до 20 % бензойной кислоты и 40 % бензойных эфиров.
Бензойная кислота присутствует наряду с гиппуровой кислотой (N-бензоилглицин) в моче млекопитающих, особенно травоядных животных.

## Безопасность
Согласно многочисленным исследованиям, бензойная кислота, её соли и сложные эфиры признаны безопасными для человека в случае адекватного уровня потребления. Бензойная кислота хорошо всасывается, через коэнзим А связывается с аминокислотой глицином в гиппуровую кислоту и в таком виде выводится через почки. Человек выделяет около 0,44 г/л гиппуровой кислоты в день в моче и больше, если находится в контакте с толуолом или бензойной кислотой. Кошки имеют гораздо более низкую толерантность к бензойной кислоте, чем мыши и крысы. Летальная доза для кошек — 300 мг/кг массы тела. Оральная ЛД50 для крыс 3040 мг/кг, для мышей 1940—2260 мг/кг.
Международная программа химической безопасности, изучая вопрос токсичности бензойной кислоты и её солей, не выявила каких-либо побочных эффектов у людей в дозах 647—825 мг/кг массы тела в сутки. Управление по санитарному надзору за качеством пищевых продуктов и медикаментов (FDA) считает бензойную кислоту как «общепризнанную безопасную» (GRAS) в США в качестве противомикробного средства, ароматизатора и пищевой добавки в продуктах питания с максимальным уровнем использования в 0,1 %. Её также можно безопасно использовать в кормах для животных в качестве консерванта или подкислителя. В 1996 году Объединённый экспертный комитет ФАО/ВОЗ по пищевым добавкам (JECFA) установил допустимое суточное потребление (ДСП) для бензойной кислоты в количестве 5 мг/кг массы тела. В 2021 году, проведя переоценку безопасности, JECFA изменил это количество, повысив значение ДСП до 20 мг/кг массы тела. Бензойная кислота (E210) указана в Постановлении Комиссии (ЕС) № 231/2012 в качестве разрешённой пищевой добавки и отнесена к категории «Добавки, отличные от красителей и подсластителей». В 2016 году, Европейское агентство по безопасности продуктов питания (EFSA), проводя свою переоценку безопасности, установило ДСП для Е210 в количестве 5 мг/кг массы тела.
Бензойная кислота может вызвать аллергические реакции: симптомы раздражения, такие как сыпь, покраснение или чувство жжения при попадании в глаза и на кожу, а также при вдыхании. В отличие от бензоата натрия (Е211) и бензоата калия (Е212), бензойная кислота не упоминается FDA как вещество, которое может превращаться в бензол при определённых обстоятельствах. Бензойная кислота также не подозревается в гиперактивном поведении детей, в отличие от Е211.

## Производные
- 2,3-дигидроксибензойная кислота (пирокатехиновая кислота)
- 2,4-дигидроксибензойная кислота (бета-резорциловая кислота)
- 2,5-дигидроксибензойная кислота (гентизиновая кислота)
- 2,6-дигидроксибензойная кислота (гамма-резорциловая кислота)
- 3,4-дигидроксибензойная кислота (протокатехиновая кислота)
- 3,5-дигидроксибензойная кислота (альфа-резорциловая кислота)
- 3-нитробензойная кислота
- 3,5-динитробензойная кислота
- Толуиловые кислоты

### Соли
Соли бензойной кислоты называются бензоатами, например:
- Бензоат аммония
- Бензоат лития
- Бензоат натрия
- Бензоат магния
- Бензоат марганца
- Бензоат меди(II)
- Бензоат ртути(II)
- Бензоат свинца(II)
- Бензоат серебра